# Pavel Bém

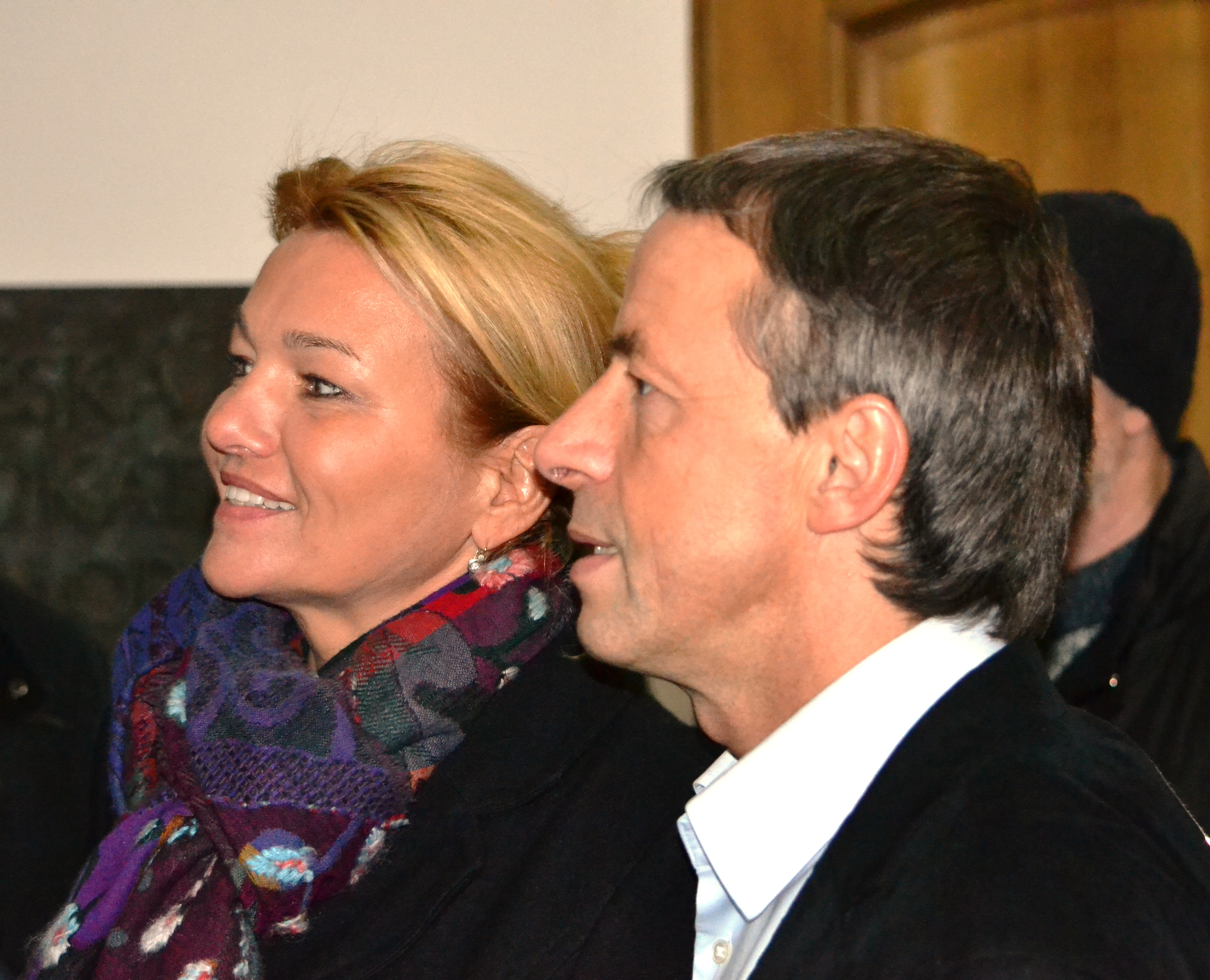
Pavel Bém s manželkou Radmilou (2012)

Pavel Bém (* 18. července 1963 Praha) je český psychiatr, politik a horolezec. V letech 2002–2010 byl primátorem hlavního města Prahy a v období 2004 až 2008 také místopředsedou Občanské demokratické strany. Od roku 2010 do roku 2013 byl poslancem. V dubnu 2015 se stal jediným jednatelem společnosti Levandres.

## Vzdělání
Vystudoval Gymnázium Na Zatlance a následně všeobecné lékařství na Fakultě všeobecného lékařství Univerzity Karlovy, jež dokončil roku 1987. Posléze se zaměřil na psychiatrii, ze které složil roku 1990 specializační atestaci. Následně absolvoval dvouletý kurz na baltimorské Univerzitě Johnse Hopkinse zaměřený na protidrogovou politiku a v tomto odvětví pokračoval i v po návratu do Česka. Roku 1994 složil druhou atestační zkoušku v oboru „prevence a léčení návykových nemocí“. Pracoval v psychiatrické léčebně, na protialkoholním oddělení, později vedl Středisko drogových závislostí při Všeobecné fakultní nemocnici v Praze a Kontaktní centrum pro drogově závislé v Praze.
K roku 2010 studoval postgraduální program Preventivní medicína na 3. lékařské fakultě UK, který nedokončil.

## Politika
Ve své lékařské praxi pokračoval i během působení v politice od r. 1995, kde se na Úřadu vlády ČR a Ministerstvu vnitra ČR věnoval protidrogové politice.
Do politiky vstoupil v roce 1998. V létě se sblížil s Václavem Klausem a vstoupil do Občanské demokratické strany. Po vnitrostranické krizi na podzim roku 1998 se stal Klausovým spojencem. V prosinci 1998 byl na čtyři roky zvolen starostou městské části Praha 6. Po komunálních volbách na podzim 2002 uzavřela ODS koaliční smlouvu s ČSSD a Bém byl zvolen primátorem Prahy. V komunálních volbách v říjnu 2006 vyhrála ODS v Praze ziskem 55 % hlasů. Bém přibral kromě členů ODS do Rady hlavního města Prahy i zástupce Strany zelených a SNK Evropských demokratů a byl znovu zvolen primátorem.
V roce 2004 byl zvolen místopředsedou ODS, od roku 2006 zastával post prvního místopředsedy strany. Byl členem regionální rady ODS Praha.
Částí veřejnosti je však kritizován za některé kontroverzní kroky. Výrazně například zasáhl do soutěže o novou podobu Národní knihovny. Přes počáteční nadšení se po kritickém hodnocení knihovny Václavem Klausem přidal na opačnou stranu a razantně se postavil proti vítěznému návrhu architekta Jana Kaplického.
Média také upozornila na sporný prodej luxusního hotelu Praha firmě Falkon Capital, který začal za Bémova starostování v Praze 6. Zakladatelem a údajným spoluvlastníkem firmy je Gruzínec Paata Mamaladze, který byl podle tajných služeb spojen s lidmi kolem gruzínské mafie. Falkon Capital hotel od Prahy 6 získal, přestože v soutěži skončil na druhém místě a nabídl o 200 milionů korun méně, než se očekávalo.
Před krajskými a senátními volbami v roce 2008 kritizoval vlastní stranu. Po neúspěchu ODS v krajských a senátních volbách 27. října 2008 oznámil, že se rozhodl kandidovat na funkci předsedy strany na prosincovém kongresu a nahradit stávajícího předsedu Mirka Topolánka. Oblastní sněm v Praze 1 nevyslovil podporu jeho kandidatury a podle stranického kolegy Petra Bendla neměl v souboji o křeslo předsedy ODS příliš velké šance na úspěch, protože měl podporu pouze v Praze. V době krize ODS sympatizoval s prezidentem Václavem Klausem, který stranu kritizoval, koncem listopadu 2008 ovšem Klaus svoji kritiku zostřil a jejich názory se začaly rozcházet. Na 19. kongresu v prosinci 2008 souboj s Mirkem Topolánkem prohrál a neobhájil ani funkci prvního místopředsedy, čímž opustil nejužší vedení ODS.
Podporoval kandidaturu Prahy na uspořádání olympijských her v roce 2016, na kterou magistrát vydal zhruba 70 milionů korun.
V roce 2007 získal spolu s manželkou 3,5 milionu korun od spolumajitele mostecké těžební společnosti Czech Coal Petra Pudila za to, že se vzdal bytu s regulovaným nájmem.
Bránil se svolání mimořádného regionálního sněmu, o jehož konání v dubnu 2010 rozhodla v březnu téhož roku rada pražské ODS. Kvůli historicky nízkým volebním preferencím v ODS začaly sílit názory na odvolání Béma a jeho spřízněnců z vedení pražské ODS. Jedním z důvodů odvolání měla být kauza Opencard. Předseda ODS Mirek Topolánek naznačil, že si Bém chce zajistit kandidaturou imunitu.
Pavel Bém je laureátem mimořádné Ceny Přístav, kterou mu v roce 2010 udělila Česká rada dětí a mládeže. Je členem dozorčí rady Nadačního fondu Václava Klause.

### Lisabonská smlouva
V listopadu 2008 se vyslovil proti přijetí Lisabonské smlouvy, kterou za Českou republiku podepsal jeho stranický kolega Mirek Topolánek a navrhl nahradit ji jednodušším dokumentem.

### Ropák roku 2008
V dubnu 2009 byl vyhlášen vítězem 17. ročníku ankety Ropák roku, která upozorňuje na antiekologický čin roku. Na cenu byl nominován za prosazování výstavby mrakodrapů na Pankráci, kterou kritizoval Výbor světového kulturního dědictví UNESCO, za prosazování dálničního okruhu Prahy přes obytné části Suchdola a prosazování nové ranveje na letišti v Ruzyni, která by nadměrným hlukem zasáhla hustě obydlené části Prahy.

### Kauza odposlechů hovorů s Janouškem
V březnu 2012 zveřejnila MF DNES záznamy odposlechů z roku 2007 pořízených údajně BIS. Z nich se potvrdily dlouhotrvající spekulace, že Roman Janoušek, označovaný za jednoho z pražských kmotrů, zásadně ovlivňoval Bémova politická rozhodnutí. Janoušek zřejmě spolurozhodoval o prodeji majetku hlavního města Prahy, o územním plánu, o řízení magistrátních společností nebo o personální politice. Podle investigativního novináře Jaroslava Spurného začala spolupráce Romana Janouška a Pavla Béma už v době, kdy byl Bém starostou Prahy 6 a probíhala privatizace bytového fondu obvodu. Telefonní rozhovory obou probíhala v kódech a náznacích.
Bém na nátlak Bohuslava Svobody a Petra Nečase 26. března požádal o pozastavení členství v ODS. Na webových stránkách Místního sdružení ODS v Praze Bubenči – Dejvicích byl Pavel Bém uváděn stále jako předseda tohoto místního sdružení.
Miroslava Němcová a Zbyněk Stanjura vyzvali Pavla Béma ke složení poslaneckého mandátu, ale Pavel Bém přestal být členem poslaneckého klubu ODS až 25. 4. 2012.
Dne 18. ledna 2013 bylo Bémovi členství v ODS obnoveno.

### Odchod z politiky
Po odchodu z politiky se Pavel Bém začal věnovat podnikání v realitách. V roce 2015 se stal jednatelem realitní společnost Levanders s nejasnou strukturou vlastníků. Společnost krátce po svém vzniku disponovala milionovým majetkem, podle ČT24 je možné její napojení na slovenskou finanční skupinu J&T, která spolupracovala s Bémem během jeho působení na pražském magistrátě.
V roce 2023 se stal na Magistrátu hlavního města Prahy členem protidrogové komise.

## Publikace
- Třetí Everest (2007)
- Pár pražských polopohádek (2010)
- K2 Královna hor (2014)

## Horolezectví
Horolezectví je jeho dominantní zálibou.
V pátek 18. května 2007 vystoupil jako desátý Čech v historii na vrchol nejvyšší hory světa Mount Everestu. Většinu výstupu zvládl bez kyslíku, od Jižního sedla (8 000 m n. m.) už však kyslík využil, a to z časových důvodů.
V únoru 2011 dokončil horolezecký program Seven Summits (Sedm vrcholů), který předpokládá zdolání nejvyšších vrcholů všech 7 kontinentů.
Dne 1. srpna 2012 se mu podařilo bez použití kyslíku vystoupit na vrchol druhé nejvyšší hory světa – obávané K2. Stal se tak teprve třetím Čechem, který to dokázal.
Dne 8. května 2015 v 15:00 vystoupil na vrchol osmé nejvyšší hory světa Manáslu (8 163 m n. m.). Společně s francouzským horolezcem Danielem de Gabaiem dokázali na vrchol osmitisícovky vystoupit během čtyř dnů alpským stylem, bez použití výškových nosičů a bez umělého kyslíku a navíc ji ze severního sedla Manaslu sjet na lyžích až do základního tábora.
20. července 2018 vystoupil bez použití výškových nosičů a bez umělého kyslíku Kinshoferovou cestou spolu s Pavlem Kořínkem, Radkem Grohem, Tomášem Kučerou, Lukášem Dubským a Pavlem Burdou na vrchol další osmitisícovky Nanga Parbat (8 125 m n. m.).